# Die größere Hoffnung
Der Roman Die größere Hoffnung von Ilse Aichinger wurde 1948 in Amsterdam im Bermann-Fischer-Verlag publiziert. Im Zentrum der Erzählung stehen zunächst die Erfahrungen des Verlustes der Protagonistin Ellen (Verlust ihrer Mutter, Freunde und Großmutter durch Flucht, Deportation und Selbstmord, um der Deportation zu entgehen). Ebenfalls werden die Erfahrungen von Verfolgung, versuchter Flucht und Leben in einem autoritären System erzählt. Das Buch gilt als „Geburtsstunde der österreichischen Nachkriegsliteratur“. Der Text blieb der einzige Roman der Autorin.

## Inhalt

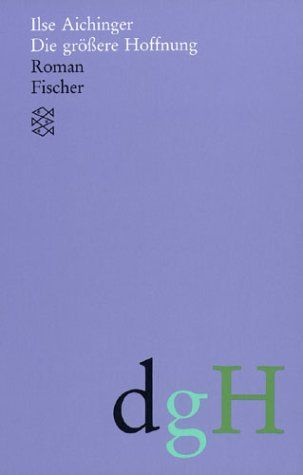
Cover von Die größere Hoffnung, Werk-Ausgabe 1991, nach der Gestaltung von Otl Aicher, der auch die spezielle Typographie der meisten Bücher Aichingers entwickelte

Der Fischer-Verlag bewirbt das Buch als einen „Roman über rassisch verfolgte Kinder während der Hitlerzeit“. Er erzähle „von der Angst, von der Bedrohung und der widerständigen Hoffnung der ‚Kinder mit den falschen Großeltern‘. Diese Kinder, die nach den ‚Nürnberger Gesetzen‘ als jüdisch oder – wie die Hauptfigur Ellen – als halbjüdisch gelten, leiden unter Isolation, Demütigung und Verhöhnung.“ Im Buch selbst wird die konkrete historische Verortung in das nationalsozialistische Wien nicht benannt, wodurch es sich nicht auf diese Zeit beschränkt. Aichinger selbst meinte in einem Gespräch, es habe „ein Bericht darüber werden [sollen], wie es wirklich war“.
Das Buch besteht aus zehn nicht durchnummerierten Kapiteln:
- Die große Hoffnung
- Der Kai
- Das heilige Land
- Im Dienst einer fremden Macht
- Die Angst vor der Angst
- Das große Spiel
- Der Tod der Großmutter
- Flügeltraum
- Wundert euch nicht
- Die größere Hoffnung

Das Kapitel „Das heilige Land“ ist eine Weiterentwicklung des von Aichinger bereits am 1. September 1945 im Wiener Kurier publizierten Textes „Das vierte Tor“. Das Datum der Publikation ist insofern bedeutend, als am 1. September 1939 der Zweite Weltkrieg beginnt und ab 1. September 1941 Juden dazu gezwungen werden, den gelben „Judenstern“ zu tragen.
Das 1948 erstmals publizierte Buch hat Aichinger für eine Neuauflage 1960 als Taschenbuch überarbeitet.

## Adaption
Im Jahr 2011 wurde im Theater Akzent das Theaterstück Verschüttet oder Wer ist Ellen? frei nach dem Roman von Ilse Aichinger aufgeführt. Regie bei dem schulübergreifenden Jugendtheaterprojekt führte Regine Brandner.
2016 erarbeitete Anne Bennent im Auftrag des ORF eine Hörspielfassung. Im Dezember 2023 wurde eine Bühnenfassung von Sara Ostertag und Julia Engelmayer mit musikalischer Live-Gestaltung durch Mira Lu Kovacs am Landestheater Niederösterreich uraufgeführt.